# نهر نوسا
نهر نوسا (بالإنجليزية: Noosa River): هو نهر يوجد في جنوب شرق كوينزلاند بأستراليا, يبدأ من منطقة واهبونغا Wahpoonga بالقرب من جبل إليوت في حديقة ساندي الساحلية الوطنية الكبرى ثم ينعرج جنوباً عبر منطقة البحيرات حول توانتين Tewantin, البحيرات الواقعة على النهر تشمل: بحيرة كوولوولا Cooloola وبحيرة كوثارابا Cootharaba, وبحيرة كوروباه Cooroibah, وبحيرة ويبا Weyba, النهر له رافدان رئيسيان: نهير الجن جن والجدول المائي تيواه Teewah, النهر يدخل المحيط الهادئ عند منطقة نوسا.
مساحة حوض النهر 1948 كم2.
‌